# 1938 en combiné nordique
| Années du combiné nordique : 1935 - 1936 - 1937 - 1938 - 1939 - 1940 - 1941    |
| Décennies du combiné nordique : 1900 - 1910 - 1920 - 1930 - 1940 - 1950 - 1960 |

Cette page reprend les résultats de combiné nordique de l'année 1938.

## Festival de ski d'Holmenkollen
L'édition 1938 du festival de ski d'Holmenkollen fut remportée par le Norvégien Emil Kvanlid devant le Suédois John Westbergh, ce dernier étant seulement le deuxième athlète non-norvégien à se hisser sur le podium depuis la création de l'épreuve, en 1892. Le Norvégien Olav Lian complète le podium.

## Jeux du ski de Lahti
L'épreuve de combiné des Jeux du ski de Lahti 1938 donna lieu au championnat du monde. Elle fut remportée par un coureur norvégien, Olaf Hoffsbakken, devant le Suédois John Westbergh. Le Norvégien Hans Vinjarengen termine troisième.

## Championnat du monde
Le championnat du monde eut lieu en Finlande, à Lahti, pendant les Jeux du ski de Lahti. Comme indiqué ci-dessus, un coureur norvégien, Olaf Hoffsbakken, devant un Suédois, John Westbergh, et un autre Norvégien, Hans Vinjarengen.

## Championnats nationaux

### Championnat d'Allemagne
Les résultats du championnat d'Allemagne de combiné nordique 1938 manquent.

### Championnat d'Estonie
Le Championnat d'Estonie 1938 fut remporté par le champion 1935, Otto Tamm, devant le champion sortant, Aleksander Peepre, et Boris Saame.

### Championnat des États-Unis
Le championnat des États-Unis 1938, organisé comme l'année précédente à Minneapolis (Minnesota), a été remporté par David J. Bradley (en).

### Championnat de Finlande
Les résultats du championnat de Finlande 1938 manquent.

### Championnat de France
L'épreuve du championnat de France 1938, organisé à Beuil-les-Launes, a été remportée par le coureur suisse Heinz Von Allmen. André Yerli termine troisième.

### Championnat d'Islande
Le championnat d'Islande 1938 fut remporté par Jón Stefánsson.

### Championnat d'Italie
Le championnat d'Italie 1938 fut remporté par Severino Menardi devant Giovanni Perenni. Le champion sortant, Antonio Mosele, complète le podium.

### Championnat de Norvège
Le championnat de Norvège 1938 se déroula à Mo i Rana, sur le Fageråsbakken. Le vainqueur fut Magnar Fosseide, suivi par le vice-champion sortant, Olav Lian, et par Sigurd Røen.

### Championnat de Pologne
Le championnat de Pologne 1938 fut remporté par Mieczysław Wnuk (pl), du club Wisła Zakopane.

### Championnat de Suède
Le championnat de Suède 1938 a distingué John Westbergh, du club Anundsjö IF (sv). Le club champion fut le Domsjö IF, qui conserva son titre.

### Championnat de Suisse
L'épreuve du Championnat de Suisse de ski 1938 a eu lieu à Wengen. Elle fut remportée par le coureur allemand Hellmut Lantschner.